# 1994 en astronautique
Chronologie de l'astronautique
- 1990
- 1991
- 1992
- 1993
- 1994
- 1995
- 1996
- 1997
- 1998

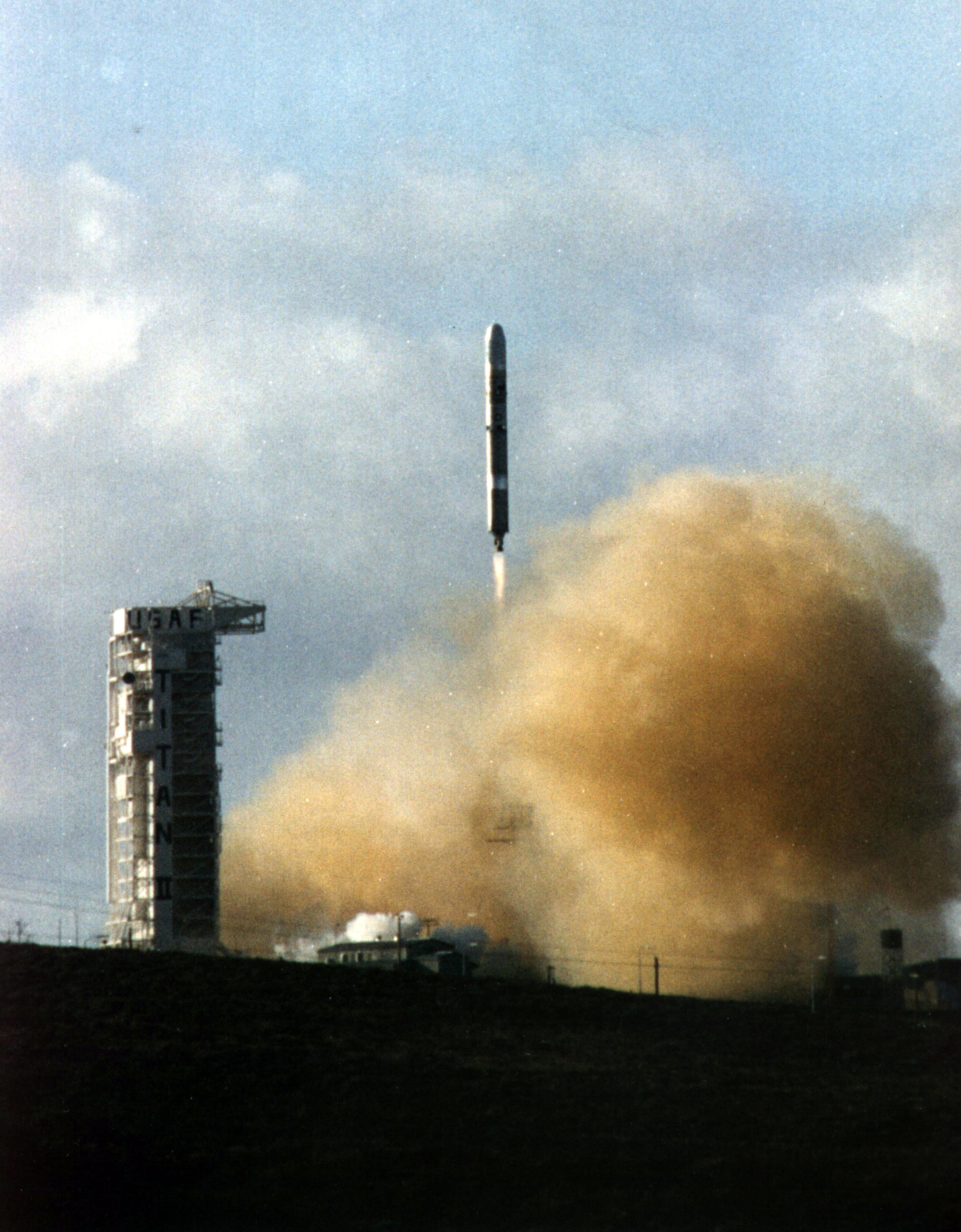
Lancement de la sonde lunaire Clementine.

Cette page présente une chronologie des événements qui se sont produits pendant l'année 1994 dans le domaine de l'astronautique.

## Synthèse de l'année 1994

### Satellites militaires
- 9 mai : dernier tir d'une fusée Scout (Scout G-1) . La charge utile est un satellite militaire MSTI d'une masse de 163 kg[1].

## Programmes spatiaux nationaux

### Chronologie

#### Janvier
| Date            | Lanceur        | Base de lancement | Type                   | Charge utile  | Notes                                                |
| 8 janvier 1994  | Soyouz-U2      | Plessetsk         | Orbite basse           | Soyouz TM-18  | Relève équipage station spatiale                     |
| 20 janvier 1994 | Proton-K/DM-2M | Plessetsk         | Orbite géostationnaire | Gals 1        | Satellite de télécommunications                      |
| 24 janvier 1994 | Ariane 4 4LP   | Kourou            | Orbite géostationnaire | Eutelsat 2 F5 | Satellite de télécommunications ; Échec du lancement |
| 24 janvier 1994 | Ariane 4 4LP   | Kourou            | Orbite géostationnaire | Türksat 1A    | Satellite de télécommunications                      |
| 25 janvier 1994 | Tsiklon-3      | Plessetsk         | Orbite polaire         | Meteor-3      | Satellite météorologique                             |
| 25 janvier 1994 | Tsiklon-3      | Plessetsk         | Orbite polaire         | Tubsat-B      | Satellite technologique                              |
| 25 janvier 1994 | Titan II SLV   | Vandenberg        | Orbite lunaire         | Clementine    | Sonde spatiale lunaire                               |
| 28 janvier 1994 | Soyouz-U-PVB   | Plessetsk         | Orbite basse           | Progress M-21 | Ravitaillement station spatiale                      |

#### Février
| Date            | Lanceur                     | Base de lancement      | Type                   | Charge utile                                   | Notes                                               |
| 3 février 1994  | Navette spatiale américaine | Centre spatial Kennedy | Orbite basse           | Navette Discovery (STS-60)                     |                                                     |
| 3 février 1994  | Navette spatiale américaine | Centre spatial Kennedy | Orbite basse           | BREMSAT                                        | Étude de l'atmosphère terrestre                     |
| 3 février 1994  | Navette spatiale américaine | Centre spatial Kennedy | Orbite basse           | Laboratoire spatial Spacehab                   |                                                     |
| 3 février 1994  | Navette spatiale américaine | Centre spatial Kennedy | Orbite basse           | Wake Shield Facility                           | Tests de matériaux, récupéré à la fin de la mission |
| 3 février 1994  | H-II                        | Tanegashima            |                        | Ryusei                                         | Véhicule de rentrée expérimental                    |
| 3 février 1994  | H-II                        | Tanegashima            | Myojo                  | Équipements de test pour le 1er vol du lanceur |                                                     |
| 5 février 1994  | Proton-K/DM-2               | Plessetsk              | Orbite géostationnaire | Raduga Globus-1                                | Satellite de télécommunications militaires          |
| 7 février 1994  | Titan 401A/Centaur          | Cape Canaveral         | Orbite géostationnaire | Milstar 1                                      | Satellite de télécommunications militaires          |
| 8 février 1994  | Longue Marche 3A            | Xichang                | Orbite basse           | SJ 4                                           | Satellite technologique                             |
| 8 février 1994  | Longue Marche 3A            | Xichang                | Orbite basse           | DFH 4                                          | Maquette de satellite de télécommunications DFH     |
| 12 février 1994 | Tsiklon-3                   | Plessetsk              | Orbite basse           | Strela x 6-3                                   | Satellites de télécommunications                    |
| 18 février 1994 | Proton-K/DM-2               | Plessetsk              | Orbite géostationnaire | Raduga Gran                                    | Satellite de télécommunications militaires          |
| 19 février 1994 | Delta II 7925-8             | Cape Canaveral         | Orbite géostationnaire | Galaxy 1R                                      | Satellite de télécommunications                     |

#### Mars
| Date         | Lanceur                     | Base de lancement      | Type           | Charge utile              | Notes                            |
| 2 mars 1994  | Tsiklon-3                   | Plessetsk              | Orbite basse   | Koronas-I                 | Observatoire solaire             |
| 4 mars 1994  | Navette spatiale américaine | Centre spatial Kennedy | Orbite basse   | Navette Columbia (STS-62) |                                  |
| 10 mars 1994 | Delta II 7925               | Cape Canaveral         | Orbite moyenne | GPS IIA-15                | Satellite de navigation          |
| 10 mars 1994 | Delta II 7925               | Cape Canaveral         | Orbite moyenne | SEDS 2                    | Expérience satellite captif      |
| 13 mars 1994 | Taurus ARPA                 | Vandenberg             | Orbite basse   | STEP 0                    | Satellite militaire expérimental |
| 13 mars 1994 | Taurus ARPA                 | Vandenberg             | Orbite basse   | DARPASAT                  | Satellite militaire expérimental |
| 17 mars 1994 | Soyouz-U-PVB                | Plessetsk              | Orbite basse   | Iantar-4K2 Kobalt         | Satellite de reconnaissance      |
| 22 mars 1994 | Soyouz-U-PVB                | Plessetsk              | Orbite basse   | Progress M-22             | Ravitaillement station spatiale  |

#### Avril
| Date          | Lanceur                     | Base de lancement      | Type                   | Charge utile                | Notes                             |
| 9 avril 1994  | Navette spatiale américaine | Centre spatial Kennedy | Orbite basse           | Navette Endeavour (STS-59)  |                                   |
| 11 avril 1994 | Proton-K/DM-2               | Plessetsk              | Orbite moyenne         | GLONASS Ouragan x 3 No. 58L | Satellite3 de navigation          |
| 13 avril 1994 | Atlas I                     | Cape Canaveral         | Orbite géostationnaire | GOES I                      | Satellite météorologique          |
| 23 avril 1994 | Zenit-2                     | Plessetsk              | Orbite basse           | Tselina-2                   | Satellite d'écoute électronique   |
| 26 avril 1994 | Cosmos-3M                   | Plessetsk              | Orbite basse           | Parus                       | Satellite de navigation militaire |
| 28 avril 1994 | Soyouz-U-PVB                | Plessetsk              | Orbite basse           | Iantar-4KS1M Neman          | Satellite de reconnaissance       |

#### Mai
| Date        | Lanceur            | Base de lancement | Type                   | Charge utile     | Notes                                                |
| 3 mai 1994  | Titan 401A/Centaur | Cape Canaveral    | Orbite de Molnia       | TRUMPET-1        | Satellite d'écoute électronique                      |
| 4 mai 1994  | ASLV               | Satish Dhawan     | Orbite basse           | SROSS-C2         | Satellite scientifique                               |
| 9 mai 1994  | Scout G-1          | Vandenberg        | Orbite polaire         | MSTI-2           | Satellite expérimental militaire                     |
| 19 mai 1994 | Pegasus/HAPS       | B-52, Edwards AFB | Orbite basse           | STEP-2           | Satellite militaire expérimental                     |
| 20 mai 1994 | Proton-K/DM-2      | Plessetsk         | Orbite géostationnaire | Gorizont No. 42L | Satellite de télécommunications                      |
| 22 mai 1994 | Soyouz-U2          | Plessetsk         | Orbite basse           | Progress M-23    | Ravitaillement station spatiale                      |
| 25 mai 1994 | Tsiklon-3          | Plessetsk         | Orbite basse           | Tselina-D        | Satellite d'écoute électronique ; Échec du lancement |

#### Juin
| Date         | Lanceur      | Base de lancement  | Type                                | Charge utile            | Notes                                                 |
| 7 juin 1994  | Soyouz-U-PVB | Plessetsk          | Orbite basse                        | Zenit-8 Oblik (Priroda) | Satellite de reconnaissance                           |
| 14 juin 1994 | Soyouz-U-PVB | Plessetsk          | Orbite basse                        | Foton No. 9             | Expériences microgravité avec véhicule de rentrée     |
| 17 juin 1994 | Ariane 4 4LP | Kourou             | Orbite géostationnaire              | Intelsat 702 7          | Satellite de télécommunications                       |
| 17 juin 1994 | Ariane 4 4LP | Kourou             | Orbite de transfert géostationnaire | STRV 1A (en)            | Satellite technologique                               |
| 17 juin 1994 | Ariane 4 4LP | Kourou             | Orbite de transfert géostationnaire | STRV 1B (en)            | Satellite technologique                               |
| 24 juin 1994 | Atlas I      | Cape Canaveral     | Orbite géostationnaire              | UFO F/O F3              | Satellite de télécommunications militaires            |
| 27 juin 1994 | Pegasus XL   | L-1011, Vandenberg | Orbite basse                        | STEP-1                  | Satellite militaire expérimental ; Échec du lancement |

#### Juillet
| Date             | Lanceur                     | Base de lancement      | Type                   | Charge utile                 | Notes                            |
| 1er juillet 1994 | Soyouz-U2                   | Plessetsk              | Orbite basse           | Soyouz TM-19                 | Relève équipage station spatiale |
| 3 juillet 1994   | Longue Marche 2D            | Jiuquan                | Orbite basse           | FSW-2                        | Satellite de reconnaissance      |
| 6 juillet 1994   | Proton-K/DM-2               | Plessetsk              | Orbite de Molnia       | Oko-1 No. 7123               | Satellite d'alerte précoce       |
| 8 juillet 1994   | Navette spatiale américaine | Centre spatial Kennedy | Orbite basse           | Navette Columbia (STS-65)    |                                  |
| 8 juillet 1994   | Navette spatiale américaine | Centre spatial Kennedy | Orbite basse           | Laboratoire spatial Spacelab |                                  |
| 8 juillet 1994   | Ariane 4 4L                 | Kourou                 | Orbite géostationnaire | PAS 2                        | Satellite de télécommunications  |
| 8 juillet 1994   | Ariane 4 4L                 | Kourou                 | Orbite géostationnaire | BS-3N                        | Satellite de télécommunications  |
| 14 juillet 1994  | Cosmos-3M                   | Plessetsk              | Orbite basse           | Nadezhda                     | Satellite de navigation          |
| 20 juillet 1994  | Soyouz-U-PVB                | Plessetsk              | Orbite basse           | Iantar-4K2 Kobalt            | Satellite de reconnaissance      |
| 21 juillet 1994  | Longue Marche 3             | Xichang                | Orbite géostationnaire | Apstar 1                     | Satellite de télécommunications  |
| 29 juillet 1994  | Soyouz-U-PVB                | Plessetsk              | Orbite basse           | Iantar-1KFT Kometa No. 17    | Satellite de reconnaissance      |

#### Août
| Date         | Lanceur            | Base de lancement | Type                   | Charge utile                | Notes                                                  |
| 2 août 1994  | Cosmos-3M          | Plessetsk         | Orbite basse           | Taifun                      | Calibration radar                                      |
| 3 août 1994  | Pegasus            | B-52, Edwards AFB | Orbite basse           | APEX (en)                   | Satellite technologique militaire                      |
| 3 août 1994  | Atlas IIA          | Cape Canaveral    | Orbite géostationnaire | DirecTV 2                   | Satellite de télécommunications                        |
| 5 août 1994  | Molnia M           | Plessetsk         | Orbite de Molnia       | Oko                         | Satellite d'alerte précoce                             |
| 10 août 1994 | Ariane 4 4LP       | Kourou            | Orbite géostationnaire | Brasilsat B1                | Satellite de télécommunications                        |
| 10 août 1994 | Ariane 4 4LP       | Kourou            | Orbite géostationnaire | Türksat 1B                  | Satellite de télécommunications                        |
| 11 août 1994 | Proton-K/DM-2      | Plessetsk         | Orbite moyenne         | GLONASS Ouragan x 3 No. 67L | Satellites de navigation                               |
| 23 août 1994 | Molnia M           | Plessetsk         | Orbite de Molnia       | Molniya-3                   | Satellite de télécommunications                        |
| 25 août 1994 | Soyouz-U-PVB       | Plessetsk         | Orbite basse           | Progress M-24               | Ravitaillement station spatiale                        |
| 26 août 1994 | Zenit-2            | Plessetsk         | Orbite basse           | Orlets-2 Ienissei           | Satellite de reconnaissance optique                    |
| 27 août 1994 | Titan 401A/Centaur | Cape Canaveral    | Orbite géostationnaire | MERCURY USA-105             | Satellite de renseignement d'origine électromagnétique |
| 27 août 1994 | Longue Marche 2E   | Xichang           | Orbite géostationnaire | Optus B3                    | Satellite de télécommunications                        |
| 28 août 1994 | H-II               | Tanegashima       | Orbite géostationnaire | ETS 6                       | Satellite de télécommunications expérimental           |
| 29 août 1994 | Atlas E            | Vandenberg        | Orbite héliosynchrone  | DMSP F-12                   | Satellite météorologique militaire                     |

#### Septembre
| Date              | Lanceur                     | Base de lancement      | Type                   | Charge utile               | Notes                                          |
| 9 septembre 1994  | Ariane 4 2L                 | Kourou                 | Orbite géostationnaire | Telstar 402                | Satellite de télécommunications                |
| 9 septembre 1994  | Navette spatiale américaine | Centre spatial Kennedy | Orbite basse           | Navette Discovery (STS-64) |                                                |
| 9 septembre 1994  | Navette spatiale américaine | Centre spatial Kennedy | Orbite basse           | Spartan-201                | Astronomie UV, récupéré à la fin de la mission |
| 21 septembre 1994 | Proton-K/DM-2               | Plessetsk              | Orbite géostationnaire | Potok No. 19L              | Satellite de télécommunications militaires     |
| 27 septembre 1994 | Cosmos-3M                   | Plessetsk              | Orbite basse           | Vektor                     | Calibration radar                              |
| 30 septembre 1994 | Navette spatiale américaine | Centre spatial Kennedy | Orbite basse           | Navette Endeavour (STS-68) |                                                |

#### Octobre
| Date            | Lanceur        | Base de lancement | Type                   | Charge utile              | Notes                               |
| 3 octobre 1994  | Soyouz-U2      | Plessetsk         | Orbite basse           | Soyouz TM-20              | Relève équipage station spatiale    |
| 6 octobre 1994  | Atlas IIAS     | Cape Canaveral    | Orbite géostationnaire | Intelsat 703              | Satellite de télécommunications     |
| 8 octobre 1994  | Ariane 4 4L    | Kourou            | Orbite géostationnaire | Solidaridad 2             | Satellite de télécommunications     |
| 8 octobre 1994  | Ariane 4 4L    | Kourou            | Orbite géostationnaire | Thaicom 2                 | Satellite de télécommunications     |
| 11 octobre 1994 | Tsiklon-3      | Plessetsk         | Orbite polaire         | Okean-O1 No. 7/NKhM No. 9 | Satellite d'observation de la Terre |
| 13 octobre 1994 | Proton-K/DM-2M | Plessetsk         | Orbite géostationnaire | Ekspress-2                | Satellite de télécommunications     |
| 15 octobre 1994 | PSLV           | Satish Dhawan     | Orbite héliosynchrone  | IRS-P2 (en)               | Satellite d'observation de la Terre |
| 31 octobre 1994 | Proton-K/DM-2  | Plessetsk         | Orbite géostationnaire | Elektro-1                 | Satellite météorologique            |

#### Novembre
| Date              | Lanceur                     | Base de lancement      | Type                   | Charge utile                | Notes                                                    |
| 1er novembre 1994 | Ariane 4 2P                 | Kourou                 | Orbite géostationnaire | Astra 1D                    | Satellite de télécommunications                          |
| 1er novembre 1994 | Delta II 7925-10            | Cape Canaveral         | Orbite héliocentrique  | WIND                        | Étude de la magnétosphère                                |
| 2 novembre 1994   | Tsiklon-2                   | Plessetsk              | Orbite basse           | US-PM-M                     | Satellite de reconnaissance océanique                    |
| 3 novembre 1994   | Navette spatiale américaine | Centre spatial Kennedy | Orbite basse           | Navette Atlantis (STS-66)   |                                                          |
| 3 novembre 1994   | Navette spatiale américaine | Centre spatial Kennedy | Orbite basse           | CRISTA-SPAS                 | Observation de la Terre, ramené au sol en fin de mission |
| 4 novembre 1994   | Zenit-2                     | Plessetsk              | Orbite héliosynchrone  | Resours-O1 No. 3L           | Observation de la Terre                                  |
| 11 novembre 1994  | Soyouz-U-PVB                | Plessetsk              | Orbite basse           | Progress M-25               | Ravitaillement station spatiale                          |
| 20 novembre 1994  | Proton-K/DM-2               | Plessetsk              | Orbite moyenne         | GLONASS Ouragan x 3 No. 62L | Satellites de navigation                                 |
| 24 novembre 1994  | Zenit-2                     | Plessetsk              | Orbite basse           | Tselina-2                   | Satellite d'écoute électronique                          |
| 29 novembre 1994  | Tsiklon-3                   | Plessetsk              | Orbite basse           | Geo-IK Musson No. 24        | Géodésie                                                 |
| 29 novembre 1994  | Atlas IIA                   | Cape Canaveral         | Orbite géostationnaire | Orion 1                     | Satellite de télécommunications                          |
| 29 novembre 1994  | Longue Marche 3A            | Xichang                | Orbite géostationnaire | DFH-3                       | Satellite de télécommunications                          |

#### Décembre
| Date              | Lanceur        | Base de lancement | Type                   | Charge utile       | Notes                                                |
| 1er décembre 1994 | Ariane 4 2P    | Kourou            | Orbite géostationnaire | PAS 3              | Satellite de télécommunications ; Échec du lancement |
| 14 décembre 1994  | Molnia M       | Plessetsk         | Orbite de Molnia       | Molniya-1T         | Satellite de télécommunications                      |
| 16 décembre 1994  | Proton-K/DM-2  | Plessetsk         | Orbite géostationnaire | Loutch             | Satellite de télécommunications                      |
| 20 décembre 1994  | Cosmos-3M      | Plessetsk         | Orbite basse           | Strela-2M          | Satellite de télécommunications                      |
| 22 décembre 1994  | Titan 402A/IUS | Cape Canaveral    | Orbite géostationnaire | DSP 17             | Satellite d'alerte avancée                           |
| 26 décembre 1994  | Rokot          | Plessetsk         | Orbite basse           | Radio-ROSTO        | Satellite de télécommunications (radio amateur)      |
| 26 décembre 1994  | Tsiklon-3      | Plessetsk         | Orbite basse           | Strela x 6-3       | Satellite de télécommunications                      |
| 28 décembre 1994  | Proton-K/DM-2  | Plessetsk         | Orbite géostationnaire | Raduga Gran        | Satellite de télécommunications militaires           |
| 29 décembre 1994  | Soyouz-U-PVB   | Plessetsk         | Orbite basse           | Iantar-4KS1M Neman | Satellite de reconnaissance                          |
| 30 décembre 1994  | Atlas E        | Vandenberg        | Orbite héliosynchrone  | NOAA 14            | Satellite météorologique                             |

### Vols orbitaux

#### Par pays
| Pays       | Lancements | Succès | Échecs | Échecs partiels | Remarques |
| ---------- | ---------- | ------ | ------ | --------------- | --------- |
| Chine      | 5          | 5      |        |                 |           |
| États-Unis | 26         | 25     | 1      |                 |           |
| Europe     | 8          | 6      | 2      |                 |           |
| Inde       | 2          | 2      |        |                 |           |
| Japon      | 2          | 2      |        |                 |           |
| Russie/CEI | 49         | 48     | 1      |                 |           |

#### Par lanceur
| Lanceur          | Pays       | Lancements | Succès | Échecs | Échecs partiels | Remarques   |
| ---------------- | ---------- | ---------- | ------ | ------ | --------------- | ----------- |
| Ariane 4         | Europe     | 8          | 6      | 2      |                 |             |
| ASLV             | Inde       | 1          | 1      |        |                 |             |
| Atlas            | États-Unis | 7          | 7      |        |                 |             |
| Cosmos-3M        | Russie     | 5          | 5      |        |                 |             |
| Delta II         | États-Unis | 3          | 3      |        |                 |             |
| H-II             | Japon      | 2          | 2      |        |                 | Premier vol |
| Longue Marche 2D | Chine      | 1          | 1      |        |                 |             |
| Longue Marche 2E | Chine      | 1          | 1      |        |                 |             |
| Longue Marche 3  | Chine      | 1          | 1      |        |                 |             |
| Longue Marche 3A | Chine      | 2          | 2      |        |                 | Premier vol |
| Molnia           | Russie     | 3          | 3      |        |                 |             |
| Navette spatiale | États-Unis | 6          | 6      |        |                 |             |
| Pegasus          | États-Unis | 3          | 2      | 1      |                 |             |
| Proton-K         | Russie     | 13         | 13     |        |                 |             |
| PSLV             | Inde       | 1          | 1      |        |                 |             |
| Rokot            | Russie     | 1          | 1      |        |                 |             |
| Scout G-1        | États-Unis | 1          | 1      |        |                 | Dernier vol |
| Soyouz-U         | Russie     | 15         | 15     |        |                 |             |
| Taurus           | États-Unis | 1          | 1      |        |                 | Premier vol |
| Titan            | États-Unis | 5          | 5      |        |                 |             |
| Tsiklon-2        | Russie     | 1          | 1      |        |                 |             |
| Tsiklon-3        | Russie     | 7          | 6      | 1      |                 |             |
| Zenit-2          | Russie     | 4          | 4      |        |                 |             |

#### Par type d'orbite
| Orbite                 | Lancements | Succès | Échecs | Orbite atteinte involontairement | Remarques                                                                             |
| ---------------------- | ---------- | ------ | ------ | -------------------------------- | ------------------------------------------------------------------------------------- |
| Basse                  |            |        |        |                                  |                                                                                       |
| Moyenne                |            |        |        |                                  |                                                                                       |
| Haute                  |            |        |        |                                  | dont Molnia, orbite de transfert vers la Lune, orbite elliptique à forte excentricité |
| Géosynchrone/transfert |            |        |        |                                  |                                                                                       |
| Héliocentrique         |            |        |        |                                  | dont orbite de transfert interplanétaire                                              |

#### Par site de lancement
| Site           | Pays       | Lancements | Succès | Échecs | Échecs partiels | Remarques |
| -------------- | ---------- | ---------- | ------ | ------ | --------------- | --------- |
| Cape Canaveral | États-Unis | 12         | 12     |        |                 |           |
| Edwards AFB    | États-Unis | 2          | 2      |        |                 |           |
| Jiuquan        | Chine      | 1          | 1      |        |                 |           |
| Kennedy        | États-Unis | 6          | 6      |        |                 |           |
| Kourou         | France     | 8          | 6      | 2      |                 |           |
| Plessetsk      | Russie     | 49         | 48     | 1      |                 |           |
| Satish Dhawan  | Inde       | 2          | 2      |        |                 |           |
| Tanegashima    | Japon      | 2          | 2      |        |                 |           |
| Vandenberg     | États-Unis | 6          | 5      | 1      |                 |           |
| Xichang        | Chine      | 4          | 4      |        |                 |           |

## Survols et contacts planétaires
| Date | Sonde spatiale | Événement | Remarque |
| ---- | -------------- | --------- | -------- |
|      |                |           |          |

### Sources
- (en) Jonathan McDowell, « Jonathan's Space Report », Jonathan's Space Page
- (en) Gunter Krebs, « Chronology of Space Launches », Gunter's Space Page